# Fresh Pretty Cure
Fresh Pretty Cure! (フレッシュプリキュア! Furesshu PuriKyua!?) es la sexta temporada del anime Futari wa Pretty Cure, creado por Toei Animation, la serie comenzó a emitirse el 1 de febrero del 2009, esta serie es una historia alterna a Futari wa Pretty Cure (y Max Heart), Futari wa Pretty Cure Splash Star, Yes! Pretty Cure 5 y Yes! Pretty Cure 5 Go Go!. También es llamado Fresh PreCure!.

## Personajes

### Pretty Cure y aliados
Love Momozono (桃園 ラブ Momozono Rabu?) / Cure Peach (キュアピーチ Kyua Pīchi?)
Seiyū: Kanae Oki
Una alumna de la Preparatoria Pública Junior Yotsuba de 14 años. Love es una chica hiperactiva, simpática y emocional, que intenta dar lo mejor de sí misma para ser una casamentera pero normalmente fracasa. Ella adora bailar y es una gran fanática de la unidad de baile "Trinity". También odia los deportes y el estudio. Su instructora de baile es Miyuki, la líder del grupo de baile "Trinity" (Miyuki decide darle lecciones para agradecerle por salvarle la vida en el episodio 1), a quien ella admira. Más tarde forma el grupo de baile Clover junto con sus amigas de la infancia, Miki y Inori y posteriormente Setsuna. Love tiene cabello rubio cenizo-claro que le llega a los hombros el cual usa en dos colas de caballo en la cima de su cabeza. Su Pickrun, Pirun, es rosa y usa un sombrero de chef en su cabeza. Los colores de Cure Peach son rosa y blanco y su símbolo es el corazón.
En la película de Fresh Pretty Cure, gana un Pickrun blanco con alas de ángel y una segunda forma Cure: Cure Angel, gracias a las Luces Milagrosas. En el episodio 48 ella, junto con las otras tres Pretty Cures obtienen la forma Cure Angel, gracias a la gente de Labyrinth.
- Frase de transformación y presentación: ¡Cambio Pretty Cure! ¡Atraelo! ¡El corazón rosa es el símbolo del amor! ¡Frescura Escogida, Cure Peach! (Chenji! Purikyua! Bīto Uppu! Pinku no Hāto wa Ai no Shirushi! Mogitate Fureshu, Kyua Pīchi!)

- Ataque: ¡Cosas malas, Cosas malas, váyanse! ¡Pretty Cure! ¡Luz Solar de Amor! (悪いの悪いの飛んでいけ！　プリキュア・ラブ・サンシャイン！ Warui no, warui no, tondeike! Purikyua! Rabu Sanshain!?)

- Poder incrementado con la Vara Melocotón: ¡Elevación, la melodía del amor, Bastón Cure, Vara Melocotón! ¡Cosas malas, Cosas malas, váyanse! ¡Pretty Cure! ¡Luz de Sol de Amor Fresh! (届け　愛のメロディ！　キュアスティック、　ピーチロッド！　悪いの悪いの飛んでいけ！　プリキュア・ラブ・サンシャイン・フレッシュ！ Todoke ai no merodii. Kyua Sutīku, Pīchi Rodo! Warui no, warui no, tondeike! Purikyua! Rabu Sanshain Furēshu!?)

- Frase de presentación como Cure Angel: ¡El corazón blanco es el corazón de todos! ¡Frescura Alada, Cure Angel! (ホワイトハートはみんなの心！羽ばたけフレッシュ、キュアエンジェル！ Howaito haato wa minna no kokoro! Hanebatake Furesshu, Kyua Enjeru!?)

Miki Aono (蒼乃 美希 Aono Miki?) / Cure Berry (キュアベリー Kyua Berī?)
Seiyū: Eri Kitamura
Una alumna de la Academia Privada Torigoe de 14 años, establecida para talentos de entretenimiento. Buena en deportes, también tiene un gran sentido para la moda y lo piensa dos veces antes de mostrar su belleza a los demás. Ella sueña con convertirse en modelo, entonces ella intenta cuidar su figura. Su casa es un salón vive con su madre. Ella se unió al grupo de baile junto con Love porque ella quería mantenerse en buena forma. Miki tiene cabello lavanda largo y sedoso que le llega a la cintura. Su ataque viene de la palabra francesa "spoir", la cual significa "esperanza", la cual también es usada en Yes! Pretty Cure 5 como el nombre del salón de belleza de la madre de Nozomi Yumehara. Su Pickrun, Burun, es celeste y usa una corona en su cabeza. Los colores de Cure Berry son azul y púrpura y su símbolo es la pica.
En el episodio 48 ella, junto con las otras tres Pretty Cures obtienen la forma Cure Angel, gracias a la gente de Labyrinth.
- Frase de transformación y presentación: ¡Cambio Pretty Cure! ¡Atraelo! ¡El corazón azul es el símbolo de la esperanza! ¡Frescura Reunida, Cure Berry! (Chenji! Purikyua! Bīto Uppu! Buru no Hāto wa Kibou no Shirushi! Tsumitate Fureshu, Kyua Berī!)

- Ataque: ¡Cosas malas, Cosas malas, váyanse! ¡Pretty Cure! ¡Ducha de Esperanza! (悪いの悪いの飛んでいけ！　プリキュア・エスポワール・シャワー！ Warui no, warui no, tondeike! Purikyua! Esupoaru Shawā!?)

- Poder incrementado con la Espada de Bayas: ¡Eco, el ritmo de la esperanza, Bastón Cure, Espada de Bayas! ¡Cosas malas, Cosas malas, váyanse! ¡Pretty Cure! ¡Ducha de Esperanza Fresh! (響け　希望のリズム！　キュアスティック、　ベリーソード！　悪いの悪いの飛んでいけ！　プリキュア・エスポワール・シャワー・フレッシュ！ Hibike kibou no rizumu, Kyua Sutīku, Berī Sōdo! Warui no, warui no, tondeike! Purikyua! Esupoaru Shawā Furēshu!?)

- Frase de presentación como Cure Angel: ¡El corazón blanco es el corazón de todos! ¡Frescura Alada, Cure Angel! (ホワイトハートはみんなの心！羽ばたけフレッシュ、キュアエンジェル！ Howaito haato wa minna no kokoro! Hanebatake Furesshu, Kyua Enjeru!?)

Inori Yamabuki (山吹 祈里 Yamabuki Inori?) / Cure Pine (キュアパイン Kyua Pain?)
Seiyū: Akiko Nakagawa
Una alumna de Academia Cristiana Privada Treból Blanco de 14 años. Ella es una amante de los animales, por lo cual sueña convertirse en veterinaria. Love tiende a llamarla "Buki", el diminutivo de su apellido. Ella puede parecer calmada y callada, pero en realidad sufre de un bajo autoestima. Para probarse a sí misma, se unió al grupo de baile junto con Love. A veces ella carece del sentido común y solo está consciente de una situación en la que se encuentra sola. Su cabello tiene un color naranja dorado que cambia a rubio rojizo en su forma de Cure. Su Pickrun, Kirun, es amarillo y tiene cuernos en su cabeza. Los colores de Cure Pine son amarillo y naranja y su símbolo es el diamante.
En el episodio 48 ella, junto con las otras tres Pretty Cures obtienen la forma Cure Angel, gracias a la gente de Labyrinth.
- Frase de transformación y presentación: ¡Cambio Pretty Cure! ¡Atraelo! ¡El corazón amarillo es el símbolo de las oraciones! ¡Frescura Cosechada, Cure Pine! (Chenji! Purikyua! Bīto Uppu! Ierō no Hāto wa Inori no Shirushi! Toretate Fureshu, Kyua Pain!)

- Ataque: ¡Cosas malas, Cosas malas, váyanse! ¡Pretty Cure! ¡Oración Curativa! (悪いの悪いの飛んでいけ！　プリキュア・ヒーリング・プレアー！ Warui no, warui no, tondeike! Purikyua! Hiringu Pureā!?)

- Poder incrementado con la Flauta Piña: ¡Revoloteo, la armonía de las oraciones, Bastón Cure, Flauta Piña! ¡Cosas malas, Cosas malas, váyanse! ¡Pretty Cure! ¡Oración Curativa Fresh! (癒せ　祈りのハーモニー！　キュアスティック、　パインフルート！　悪いの悪いの飛んでいけ！　プリキュア・ヒーリング・プレアー・フレッシュ！ Iyase inori no Haamoni, Kyua Sutīku, Pain Furuto! Warui no, warui no, tondeike! Purikyua! Hiringu Pureā Furēshu!?)

- Frase de presentación como Cure Angel: ¡El corazón blanco es el corazón de todos! ¡Frescura Alada, Cure Angel! (ホワイトハートはみんなの心！羽ばたけフレッシュ、キュアエンジェル！ Howaito haato wa minna no kokoro! Hanebatake Furesshu, Kyua Enjeru!?)

Eas (イース Īsu?) / Setsuna Higashi (東 せつな Higashi Setsuna?) / Cure Passion (キュアパッション Kyua Pashion?)
Seiyū: Yuka Komatsu
Una chica que anteriormente trabajaba para Labyrinth, y tiene 14 años. Al principio, ella es una chica fría e insolente únicamente leal a Mobius; por lo que, debido a su comportamiento cuando es derrotada, puede parecer una obsesión. Después de pasar tiempo junto las chicas como una espía, ella comenzó a preguntarse que la hace feliz y lentamente se abrió a ellas. Después de una batalla final con Cure Peach, ella dio su vida para reparar la Vida Calibradora y murió. Fue salvada por Akarun y Chiffon, y resucitó como Cure Passion. Tras acceder, empieza a vivir con los Momozono, se une al grupo de baile y atiende a la Preparatoria Pública Junior Yotsuba, con Love. Tiene cabello gris como Eas, púrpura oscuro en su forma humana, y cabello rosa y largo en su forma de Cure. Su Pickrun, Akarun, es rojo y usa un lazo rojo en su cabeza y tiene alas de ángel. Los colores de Cure Passion son rojo y negro y sus símbolos son el trébol.
En el episodio 48 ella, junto con las otras tres Pretty Cures obtienen la forma Cure Angel, gracias a la gente de Labyrinth.
- Frase de transformación y presentación: ¡Cambio Pretty Cure! ¡Atraelo! ¡El corazón de escarlata es la prueba de la felicidad! ¡Frescura Madura, Cure Passion! (チェンジ！ プリキュア！ ビートアップ！ 真っ赤なハートは幸せの証！　うれたてフレッシュ、キュアパッション！ Chenji! Purikyua! Bīto Uppu! Maaka na Hāto wa Shiawase no Akashi! Uretate Fureshu, Kyua Pashion!?)

- Ataque con la Arpa de la Pasión: ¡Canto, la rapsodia de felicidad, Arpa de Pasión! ¡Furia, tormenta de felicidad! ¡Pretty Cure! ¡Huracán de Felicidad! (歌え 幸せのラプソディ！ パッションハープ！ 吹き荒れよ！ 幸せの嵐！ プリキュア・ハピナス・ハリケーン！ Utae, Shiawase no rapusodii! Pashion Hāpu! Hirare yo! Shiawase no Arashi! Purikyua! Hapinesu Harikēn!?)

- Frase de presentación como Cure Angel: ¡El corazón blanco es el corazón de todos! ¡Frescura Alada, Cure Angel! (ホワイトハートはみんなの心！羽ばたけフレッシュ、キュアエンジェル！ Howaito haato wa minna no kokoro! Hanebatake Furesshu, Kyua Enjeru!?)

Tarte (タルト Taruto?)
Seiyū: Taiki Matsuno
Un hada parecido a un hurón y el príncipe del Reino de los Dulces, es el guardián de Chiffon, pero siempre tiene problemas para cuidar de ella. Él siempre es inquieto, pero amable, y habla con el dialecto Kansai. Lleva a Chiffon al mundo humano desde el Reino de los Dulces, en su búsqueda de las Pretty Cure. Es propenso a preocuparse y, a menudo se queja, pero se vuelve débil ante una buena historia y se pondrá sobre emocional. También le encanta las donas de Kaoru. Tart es el príncipe del Reino de los Dulces, que fue al mundo humano.
Chiffon (シフォン Shifon?) / Infinity (インフィニティ Infiniti?)
Seiyū: Satomi Kōrogi
Una bebé hada del Reino de los Dulces, a ella le gusta jugarle bromas a los demás. Chiffon normalmente usa las poderes espers (ESP), los cuales envuelve su uso de magia con un aura verde, para hacer que las personas tengan problemas y se rian. Love y las otras chicas, incluyendo a Tart, cuidan de ella. La marca en su frente tiene una luz que tiene muchas habilidades, incluyendo darle poder a las Pretty Cures para transformarse y aumentar sus poderes. Al principio Chiffon actúa como una bebé normal, pero los Pickruns de las chicas tienen diferentes efectos en ella (Pirun: ella comienza a comer comida humana, Kirun: ella comienza a hablar, Burun: ella cambia de ropa, Akarun: Fortalece sus poderes actuales). Su verdadera identidad es "Infinity", la memoria sin límites y un entidad similar a un dios.
Pirun (ピルン Pirun?)
Seiyū: Kanae Oki
Pirun es el Pickrun de Love.
Burun (ブルン Burun?)
Seiyū: Eri Kitamura
Burun es el Pickrun de Miki.
Kirun (キルン Kirun?)
Seiyū: Akiko Nakagawa
Kirun es el Pickrun de Inori.
Akarun (アカルン Akarun?)
Seiyū: Yuka Komatsu
Akarun es el Pickrun de Setsuna.
Azukina (アズキーナ Azukīna?)
Seiyū: Mayu Isshiki
Una hada rosada en forma de hurón que es la princesa del reino vecino al Reino de los Dulces, además de la prometida de Tarte. Aparece para ayudar a las Pretty Cure y a su prometido a derrotar a Laberynth.

### Reino de los Dulces
Lugar de origen de Tarte y Chiffon.
Waffle (ワッフル Waffuru?)
Seiyū: Hitoshi Horimoto
El rey del Reino de los dulces y padre de Tarte.
Madeline (マドレーヌ Madorēnu?)
Seiyū: Nina Kugamaya
La reina del Reino de los dulces y madre de Tarte.

### Laberinto
A los villanos de esta temporada se les conoce colectivamente como Laberinto (ラビリンス Rabirinsu?). Son seres humanos de un mundo paralelo tecnológico que buscan conquistar otros mundos, creyendo que la libertad no es buena y que se debe tener un control sobre los demás.
Mobius (メビウス Mebiusu?)
Seiyū: Tomomichi Nishimura
Este demonio es el líder de Labyrinth que quiere gobernar a todos los mundos, pensando que todos sus súbditos son sólo peones sin sentido. Concede a los miembros de Labyrinth sus artículos. En el episodio 49 se revela que el Moebius que hemos visto a través de la serie es sólo un robot. El Moebius real es una súper computadora que hipnotizó a sus creadores es decir, la gente de Laberinto, y es el quien busca controlar y limitar la vida de las personas de su mundo y otros que busca crear.
Klein (クライン Kurain?)
Seiyū: Kouji Hiwatari
Hasta ahora, este hombre de mediana edad solo ha aparecido en los episodios 9, 22, 23, 35, 36, 42, 46 y 47. Él parece ser uno de los miembros de la élite de Labyrinth. Sus colores son los tonos de amarillo y añil. En el episodio 49 se revela que fue creado por Moebius utilizando el ADN de una lagartija. Se fusiona con Northa y al final ambos son destruidos por las Pretty Cure.
Northa (ノーザ Nōza?) / Nayuta Kita (北 那由他 Kita Nayuta?)
Seiyū: Misa Watanabe
El miembro de más alto rango de Labyrinth y la más malvada. Después de que Moebius considera que Wester y Soular son inútiles, llama a Northa para recuperar a Infinity. Ella aparece por primera vez en el episodio 36, aunque su cara fue vagamente mostrada en la secuencia de apertura de nuevos episodios de 26. En el episodio 49 se revela que fue creada por Moebius utilizando el ADN de una planta. Se fusiona con Klein y al final ambos son destruidos por las Pretty Cure.
Westar (ウェスター Uesutā?) / Hayato Nishi (西 隼人 Nishi Hayato?)
Seiyū: Yasunori Matsumoto
A primera vista, él puede parecer una persona dulce, pero en realidad, él es un musculoso al que no le gusta ensuciarse. Más tarde se convierte en un personaje cómico. Su color es el amarillo. Él, junto con Soular, en el episodio 46, muere protegiendo a Cure Passion de caer en el agujero negro. En el episodio 48, Soular y él fueron devueltos a la vida por Chiffon para ayudar a las Pretty Cure y, ya que ya no trabajan para Moebius, sus ropas han cambiado a blanco, ayudando a las Pretty Cure derrotar a Mobius.
Soular (サウラー Saurā?) / Shun Minami (南瞬 Minami Shun?)
Seiyū: Kenichi Suzumura
Él es calmado y reservado, y se parece a Mucardia de la serie anterior, Yes! Pretty Cure 5 Go Go!. Después de poner sorbos y sorbos de azúcar en su té en el episodio 1, él comenzó a preguntarse porque las personas de nuestra dimensión toma bebidas así. Su color es el verde marino. En el episodio 46, él y Wester fueron absorbidos por un agujero negro que les lleva a la muerte, después de salvar a Cure Berry soltándose de su mano. En el episodio 48, Wester y él fueron devueltos a la vida por Chiffon para ayudar a las Pretty Cure y se les dio la habilidad de convocar a Hohoemina estos son como los Nakewameke, pero tienen una fuente de alimentación de diamantes blancos y trabajan para las fuerzas del bien, ayudando a las Pretty Cure derrotar a Mobius.
Nakewameke (ナケワメーケ Nakewamēke?)
Estás criaturas juega el papel de los monstruos del día, similares a los Zakenna, Uzaina, Kowaina y Hoshiina de las series anteriores. Su nombre pueden significar "llora y grita". A diferencia de la mayoría de los animes magical girl, la mayoría de los monstruos de esta serie son robots.
Nakisakebe (ナキサケーベ Nakisakēbe?)
Estas criaturas reemplazan el papel de los Nakewameke como monstruos del día y aparecen por primera vez en el episodio 19. Ellos son creados por cartas más poderosas de los miembros de Labyrinth y se parecen a una Net Tetraedral con ojos. Su nombre puede significar "llora fuerte". El uso de las cartas Nakisakebe causa dolor e ira al usuario, el cual usualmente es Eas.
Sorewatase (ソレワターセ Sorewatāse?)
La más reciente criaturas que sustituyen a los Nakewameke y los Nakisakebe, aparecen por primera vez en el episodio 36. Estos sirven como un radar para encontrar a Infinity y sólo Northa puede utilizarlos plenamente. Su nombre significa "dame eso".

### Personajes secundarios
Kaoru (カオルちゃん Kaoru-chan?)
Seiyū: Ken Maeda
Kaoru vende donas en un parque. Su edad y su residencia son desconocidos. Cuando Love y las demás están deprimidas, él las consuela y les da confianza. Tiene un contrato en el cual dice que Tart puede comer sus donas gratis a cambio de una solicitación de entretenimiento, él también comparte el secreto de la existencia de Tart y Chiffon.
Miyuki Chinen (知念 ミユキ Chinen Miyuki?)
Seiyū: Mayumi Iizuka
La líder del famoso grupo de baile Trinity, y la entrenadora del grupo de baile de Love y sus amigas. Love la admira absolutamente. Ella tiene cabello magenta atado en una coleta con un mecho largo suelto que cae por delante de su rostro que lo pone en su coleta cuando se presenta al bailar, ojos amarillos-ambarinos y usa trajes rojos. Después de que sus estudiantes salen del hospital, ellas le hablan sobre sus dobles vidas como las Pretty Cure, ya que ellas creían que era la cuarta miembro.
Daisuke Chinen (知念 大輔 Chinen Daisuke?)
Seiyū: Tarusuke Shingaki
Daisuke es el hermano de Miyuki y compañero del Love en Preparatoria Pública Junior Yotsuba. Es temerario y obstinado y pertenece al club de béisbol. Está enamorado de Love. En episodio 44, le confesó a Cure Peach que le gusta Love, pero ella estaba deprimida en ese momento, ya que Labyrinth había secuestrado a Chiffon. Cuando Daisuke descubrió, junto con todos los demás, sobre el secreto de Pretty Cure en el episodio 45, admite que aunque se veía tonto cuando le confesó a Cure Peach acerca de sus sentimientos por Love, le dijo a Love que hasta que regrese esperaría su respuesta a sus sentimientos. Al final de la serie se da a entender que se vuelve el novio de Love.
Yūki Sawa (沢 裕喜 Sawa Yūki?)
Seiyū: Shinsuke Ueda
Un compañero de clase de Love y un loco fanático de Miki. Él quiere salir con ella aunque Miki no está interesada en tener citas.
Kento Mikoshiba (御子柴 健人 Mikoshiba Kento?)
Seiyū: Toshiyuki Toyonaga
Un compañero de clase de Love en la Secundaria Junior Yotsuba y heredero del Mikoshiba Zaibatsu. A pesar de su alta figura y gentil apariencia con lentes, es muy tímido. Al parecer, le gusta Inori.
Kazuki Ichijo (一条 和希 Ichijō Kazuki?)
Seiyū: Kenn
Kazuki es el hermano menor de Miki de 13 años que ahora vive con su padre debido al divorcio de sus padres, también va a la Academia Torigoe. Normalmente Miki lo hace salir con ella y lo hace pasar por su novio para alejar a cualquier otro chico. Él tiene baja presión en la sangre desde que nació. Él sueño con convertirse en doctor.
Keitarō Momozono (桃園 圭太郎 Momozono Keitarō?)
Seiyū: Akimitsu Takase
El padre de Love, el jefe de una compañía de pelucas. Él se concentra mucho en su trabajo para poder diseñar diferentes tipos de pelucas para humanos y animales.
Ayumi Momozono (桃園 あゆみ Momozono Ayumi?)
Seiyū: Kyōko Hikami
La madre de Love, una oficinista de un supermercado local. Ella ha sido campiona de un concurso de belleza en el pueblo Yotsuba.
Remi Aono (蒼乃 レミ Aono Remi?)
Seiyū: Sakiko Uran
La madre de Miki y Kazuki y dueña de un salón, solo vive con Miki después de que se divorció. Ella ha sido una modelo popular.
Tadashi Yamabuki (山吹 正 Yamabuki Tadashi?)
Seiyū: Masafumi Kimura
El padre de Inori, el veterinario local, tiene una clínica personal en el pueblo Yotsuba. Él una apariencia audaz y generosa y una personalidad paciente hacia los animales, afectando muco a Inori.
Naoko Yamabuki (山吹 尚子 Yamabuki Naoko?)
Seiyū: Michiko Neya
La madre de Inori, la asistente de la clínica de su esposo.
Reika y Nana (レイカとナナ Reika to Nana?)
Seiyū: Saori Seto (Reika) y Mayu Isshiki (Nana)
Ellas dos son los miembros restantes de Trinity después de Miyuki. Cuando se presentan, ellas usan visores negros sobre sus ojos. Nana tiene el cabello naranjo largo ondulado hasta la mitad de la espalda y los ojos azul zafiro mientras que Reika tiene el cabello amarillo corto hasta el cuello ondulado y los ojos rosados oscuros casi morados. Ambas ocupan trajes azules. Se rumorea que son hermanas (Nana la mayor y Reika la menor).

### Personajes Exclusivos de la Película
Usapyon (フュージョン Usapyon?)
Seiyu: Hiromi Tsuru
La conejo de peluche de Love, quien cobra vida durante la película, ayudando a las Pretty Cure en su pelea contra Toymajin.
Toymajin (トイマジン Toimajin?)
Seiyus: Kōzō Shioya & Chika Sakamoto (forma original)
El villano principal de la película y gobernante del Reino de los Juguetes, un ser creado a partir de juguetes desechados, quien quiere destruir a los niños que le abandonaron. Al final de la película es purificado por Cure Peach en su forma angelical y este regresa a su forma original, un pequeño oso de peluche que a final es adoptado por una niña con la ayuda de las Pretty Cure.

### Personajes Exclusivos de Pretty Cure All Stars DX
Fusion (フュージョン Fujion?)
Seiyu: Takehito Koyatsu
Un misterioso ser negro que busca absorber y reiniciar el mundo. Es el resultado de la fusión de todos los monstruos de esta temporada y la temporadas pasadas, además de desear aniquilar a las Pretty Cure. Al final de la película es destruido por las Pretty Cure, pero posteriormente en la película All Stars New Stage se revela que este no murió y que una parte de su cuerpo sobrevivió, tomando una forma similar a un hada dorada llamado "Fuu-chan".

### Personajes Exclusivos de la Novela Secuela
Maphisto (魔フィスト Mafisuto?)
El antagonista principal de la novela secuela, un hombre oscuro de ojos azules hecho de niebla, quien suele cubrirse con una capa. El nació de la decepción y los celos de Aimi Kodo, la nueva profesora de Love y Setsuna, siendo una contraparte oscura de la misma. El busca llenar a todos de decepción, pero al final es destruido cuando las emociones negativas de Aimi desaparecen gracias a la ayuda de las Pretty Cure.
Fushiawase (フシアワーセ Fushiawase?)
Los monstruos creados por Maphisto, siendo personas corrompidas por la decepción o los celos.
Aimi Kodo (工藤 愛美 Kodō Aimi?)
La nueva profesora de Love y Setsuna, una dulce mujer cuyo compromiso de matrimonio fue terminado recientemente. Posteriormente se revela que esto dio nacimiento a Maphisto, y gracias a Love, Aimi logra dejar atrás sus emociones y reconciliarse con su novio, Kentaro Kazuma.
Kentaro Kazama (風間健太郎 Kazama Kentarō?)
El ex-prometido y amigo de la infancia de Aimi, con quien terminó su compromiso de matrimonio por temor y no sentirse preparado para la vida marital, rompiendo el corazón de Aimi. Al darse cuenta del daño que le hizo, gracias a las Pretty Cure, se sincera con Aimi y los dos logran reanudar su relación, acabando con la existencia de Maphisto.

## Objetos
- Linkrun: objetos de transformación.
- Pickruns: cuatro hadas del Reino de los Dulces y son objetos de ataque.
- Cure Vitain: mamadera de Chiffon.
- Caja Trébol: objeto de ataque.

## Música
- Opening: Let's Fresh Pretty Cure! (Let's!フレッシュプリキュア!), interpretado por Moie Mizuki (茂家瑞季).
- Ending: You Make Me Happy, interpretado por Momoko Hayashi (林桃子).